# 1850年大西洋飓风季
1850年大西洋飓风季是美国国家飓风中心建立的大西洋飓风数据库中未予收录的最近一个大西洋飓风季。虽然这年的气象记录很少，而且总体上有欠完整，但相应数据仍然表明有三场热带气旋对陆地构成显著影响，每一场都造成一定程度的破坏。这其中第一个天气系统于7月18日吹袭北卡罗莱纳州，造成严重破坏后又给美国中大西洋地区带去高涨的海潮和狂风暴雨。倾盆大雨导致巴尔的摩到费城间的河流泛滥，特别是斯库尔基尔河沿线有20人因各种事故丧生。纽约市及其周边的房产和公共设施因狂风受损，破坏性的洪灾一直延伸到了新英格兰中部和北部。整个地区的农作物和铁路基础设施都受到影响。
8月22日，古巴哈瓦那受到一场强烈飓风的冲击，摧毁果林的同时还扰乱了航运，接下来又在佛罗里达州西北狭长地带登陆并带去了高涨的风暴潮。阿巴拉契科拉出现严重的沿海洪灾，风暴继续向内陆行进，产生的破坏性狂风肆虐了整个美国东南部。乔治亚州到弗吉尼亚州之间普降暴雨并引发大范围洪灾，其中一条河暴涨到比正常水位要高6米之多。风暴沿途吹倒了许多庄稼和树木，北卡罗莱纳州哈利法克斯县小镇哈利法克斯（Halifax）附近一座大型铁路桥也被推倒。海上有一艘引水船因海况恶劣导致与大船相撞并沉没。这场风暴是弗吉尼亚州最东部沿海地区在近30年时间里造成破坏最严重的一场，气旋从新泽西州海岸短暂返回大西洋后不久又登陆新英格兰，大部分区域在8月24到25日都饱受狂风和中到大雨的摧残。
9月7到8日，纽约州到鳕鱼角受到一场飓风的冲击，产生阵风和可观降水，造成许多船只遇险。这一天气系统之后还吹袭了加拿大大西洋省份，很可能导致了“严重的生命和财产损失”，但缺乏相应损失报告。这年还有一些零散纪录表明其他飓风存在，其中包括9月初和10月中旬一直保持在开放海域上空的两场飓风。

## 季节总结
早在1855年时，安德烈斯·波伊（Andrés Poey）就曾试图对19世纪上半叶的大西洋飓风进行编录，他一共汇编了从1493到1855年间一共略超过400个热带气旋的信息:3。根据波伊的记录，1850年大西洋盆地只发展出了5场以上热带气旋，其中只有3场达到飓风强度:67。气象研究员大卫·卢德伦（David M. Ludlum）在1963年的著作《美洲早期飓风：1492至1870年》（Early American Hurricanes, 1492–1870）中列出3个在1850年对美国构成显著影响的热带气旋，其信息比波伊的记载更为丰富。三场风暴都对美国东北部造成沉重打击，卢德伦将1850年与多场大型飓风冲击美国东岸的1954年相提并论。此外，像佛罗里达州这样通常受热带气旋影响较频繁的州在1850年间却得以幸免，更为北面的大气却像热带一样异常湿热。新泽西州纽华克这年夏天无论是气温还是降雨量都在当时属最高的几年之列，这正是因为其附近频繁有飓风和热带空气涌入:96。本季的相关气象报告大部分都因1856年史密森尼学会的一场火灾而失落，导致后人对1850年飓风活动的了解相当有限:96-97。由于大西洋飓风数据库及其关联的再分析计划都是从1851年开始向后进行，所以1850年的记录通常被认为有欠完整。对1850年风暴的现存记载主要是基于私人的天气记录和新闻报道，对于气旋的行动路径通常也只有大致估计值:96-97。

## 风暴

### 7月中旬
1850年第一个有记载的飓风源于加勒比海:67，于7月11至12日在向风群岛沿线导致数十艘船只失事。7月18日，风暴从南面袭击北卡罗莱纳州并向北移动，登陆时强度至少达到萨菲尔-辛普森飓风等级下的一级飓风标准。系统登陆的确切地点已不得而已，据信是从哈特拉斯角（Cape Hatteras）以南上岸:97。从7月15到18日，该州近海的船只在飓风中搏斗了3天之久。陆地方面，从威尔明顿到帕斯阔坦克县县城伊丽莎白市之间地区都遭受了“巨大的破坏”。
强烈的海浪在切萨皮克湾翻腾，高达1.8米的风暴潮淹没了码头和沿海社区。巴尔的摩地区经受着持续的烈风强度大风冲击，还伴随有倾盆大雨。许多河流和溪流溢出，导致地窖和街道被洪水淹没。狂风刮倒了大量树木，还有许多尚未建成或是施工质量欠佳的建筑物被摧毁。风暴还切断了巴尔的摩和周边地区间的电报通讯。乡村地区的低洼农田被淹，大部分玉米作物毁于一旦。马里兰州乔治王子县布莱登斯堡（Bladensburg）有一个火车站和一辆机车被冲进附近泛滥的河道。许多船舶的抵港时间也因风暴延误，其中一位船长认为这是他有生以来所遇最恶劣的天气情况，还有部分船只严重受损。
风暴的影响范围迅速向北扩展。7月18日早上，费城的风速开始升高，到夜间时已经相当猛烈。7月19日，飓风中心在该市以西经过，当地气压跌至993毫巴（百帕，29.3英寸汞柱），降雨量超过100毫米。风暴给费城造成严重破坏，受损的包括树木、招牌和建筑物。部分房屋被毁，还有大量建筑受损，其中包括里滕豪斯广场一幢由砖石砌成的大楼。该地区还发生了大规模淡水洪灾，其中又以斯库尔基尔河沿线特别严重，该河水位迅速上涨至1838年以来的最高水平。大量木材被洪水卷走，许多船坞被淹。数以百计的居民“最糟糕的担忧变成了现实”，他们匆忙试图减轻洪水的破坏程度。斯库尔基尔河位于宾夕法尼亚州切斯特县菲尼克斯维尔（Phoenixville）境内河段上的多段桥梁被洪水冲毁，导致4人丧生。菲尼克斯维尔上游的一处水坝闸门决口，导致一艘船舶被毁，船上乘客遇难。河流位于蒙哥马利县康舍霍肯（Conshohocken）附近河段岸边有四名成年男子和一位儿童溺毙，低洼地区的铁轨被近1米深的水淹没。斯库尔基尔河及特拉华河上有许多小船倾覆。斯库尔基尔河沿线共有20人因各种与风暴有关的惨剧而死:97。
这场飓风还给美国中大西洋地区的农业造成了巨额损失。费城城外洪水肆虐，摧毁了许多果园，距离不远的新泽西州伯灵顿县伯灵顿也有同样情况，7月18日晚，狂风暴雨给农作物造成了显著伤害，所有的玉米作物都被推倒在地。特拉华河位于伯灵顿境内河段洪水泛滥，淹没了附近的低地。利哈伊河沿线也爆发严重洪灾:97。费城以北的电报线路陷入瘫痪，使风暴过后的通讯受阻。整个地区到处都有倒塌的树木致使铁道阻塞。
新泽西州纽华克的阵风达到飓风强度，降雨量超过了气象观测员雨量计所能够测量的最高值：121毫米:97。纽约从7月18日晚到次日早上受到狂风的摧毁，有大量树木受损，到处都是散落在地的树枝和树叶，还有许多树被连根拔起或吹断。风暴摧毁了许多建筑物的遮阳篷和金属屋顶:97。纽约港有部分船只的锚被狂风扯断，整艘船都被刮至搁浅，更东面的长岛沿海有多艘近海贸易货船沉没。狂风和风暴潮共同影响，摧毁了康尼岛上一些公共浴室及其它设施:97。
风暴逐渐北上经过纽约州中部，给新英格兰大部分地区带去了强烈的东南风和暴雨。康涅狄格州新伦敦的特兰伯尔堡（Fort Trumbull）从7月19日清晨就开始下雨，累积降雨量有82毫米:97。哈特福因洪水遭受了约10万美元（1850年美元，相当于2025年的378萬美元）的损失:98。东南风最强时达到热带风暴强度，财物和农作物损失主要局限在新英格兰西部，因此马萨诸塞州东部等地区基本上没有受到影响。普罗维登斯也出现降水但程度较轻，累积降雨量约25毫米:97。降雨范围向北一直延伸到新英格兰北部，佛蒙特州的蒙彼利埃降雨量达到130毫米，伯灵顿也有82毫米。风暴引发的洪灾是部分地区多年来最严重的一次:98。

### 8月下旬
8月16日，巴巴多斯附近发现有一个热带天气系统存在，进而对向风群岛构成影响，再于8月20日在龐塞达到飓风强度:67。两天后，飓风进入古巴西部上空:98，哈瓦那周边天气因此非常恶劣。风暴摧毁了大片香蕉和大蕉树，哈瓦那港的所有船只都在飓风来袭期间拖锚。
风暴北上进入墨西哥湾东部上空，于8月23日吹袭佛罗里达州西北狭长地带的彭萨科拉到巴拿马城之间地区。阿巴拉契科拉地区受到暴涨的海潮冲击，引发大范围沿海洪灾:98。飓风摧毁了多个码头，导致大量船只受损或翻沉。阿巴拉契科拉的仓库和街道被海水淹没，其中一条街道因到处都是瓦砾和倒塌的树木而无法通行。东面的沃库拉河上有一座桥梁被肆虐的洪水冲垮。州首府塔拉赫西报道出现长时间的强风。风暴在向南、北卡罗莱纳州行进期间给乔治亚州内陆带去强风。从斯波尔丁县的格里芬到奥古斯塔都有民宅、庄稼和树木受到破坏。风暴的不利影响向西一直延伸到了阿拉巴马州的蒙哥马利，当地8月23日晚也受到狂风暴雨的冲击。
北卡罗莱纳州海域的航运受到东南向阵风的严重影响，大量船只受损:98，其中有一艘引水船在与另一艘船相撞后沉没。鉴于这一事件的发生，美国国家飓风中心将这场飓风列入“可能”造成至少25人遇难的热带气旋名单。风暴还令“韦斯科特号”（H. Wescott）纵帆船在恐怖角（Cape Fear）附近搁浅。
北卡罗莱纳州萨凡纳到威尔明顿之间地区的风速达到烈风强度:98。哈利法克斯县的哈利法克斯（Halifax）附近有一座约140米长、20米高的铁路桥被风推倒。风暴还在该地区农田肆虐，摧毁了庄稼、栅栏、树木和建筑物，导致多人受伤。罗利受到的破坏最为严重，克雷文县的新伯尔尼（New Bern）有大量树木受损，其中程度最轻的也有部分树枝断裂，还有多棵大树被连根拔起。当地的玉米作物本已因7月的飓风损失惨重，这场雪上加霜的飓风更是导致颗粒无收，不过财物损失倒是基本可以忽略不计。风暴在海上产生的风力在纽斯河引发逆向风暴潮，导致多个码头干壑了一段时间。乔治亚州到弗吉居亚州间大片地区降下瓢泼大雨，引起河流严重泛滥。流经北卡罗来纳州和弗吉尼亚州的丹河（Dan River）暴涨了6米，部分狭窄河段水位高于正常水平12米之多。南、北卡罗莱纳州都有水坝和道路被洪水冲毁，仅北卡罗莱纳州中部遭受的损失估计就高达700万美元（1850年美元，相当于2025年的2.65億美元）。
弗吉尼亚州最东部的沿海地区受到烈风强度的大风冲击，这场风暴对下切萨皮克湾的影响是继1821年诺福克和长岛飓风以来最严重的:98。一艘名为“奥西奥拉号”（Osceola）的船只在大风中失去了操舵室，岸上还有部分农田和谷仓、外屋之类小型建筑物被夷为平地。气旋所影响的许多地区都和7月的飓风相同，巴尔的摩市内及周边有部分树木倒塌，华盛顿哥伦比亚特区出现街道洪灾，还有一座铁路桥被洪水卷走:98。8月24日晚，风暴开始对费城的天气构成影响。费城和纽华克的北部与东北部出现大风，表明系统中心已经从新泽西州海岸重返大西洋。除烈风外，纽华克在8月25日的降雨量超过75毫米:98。

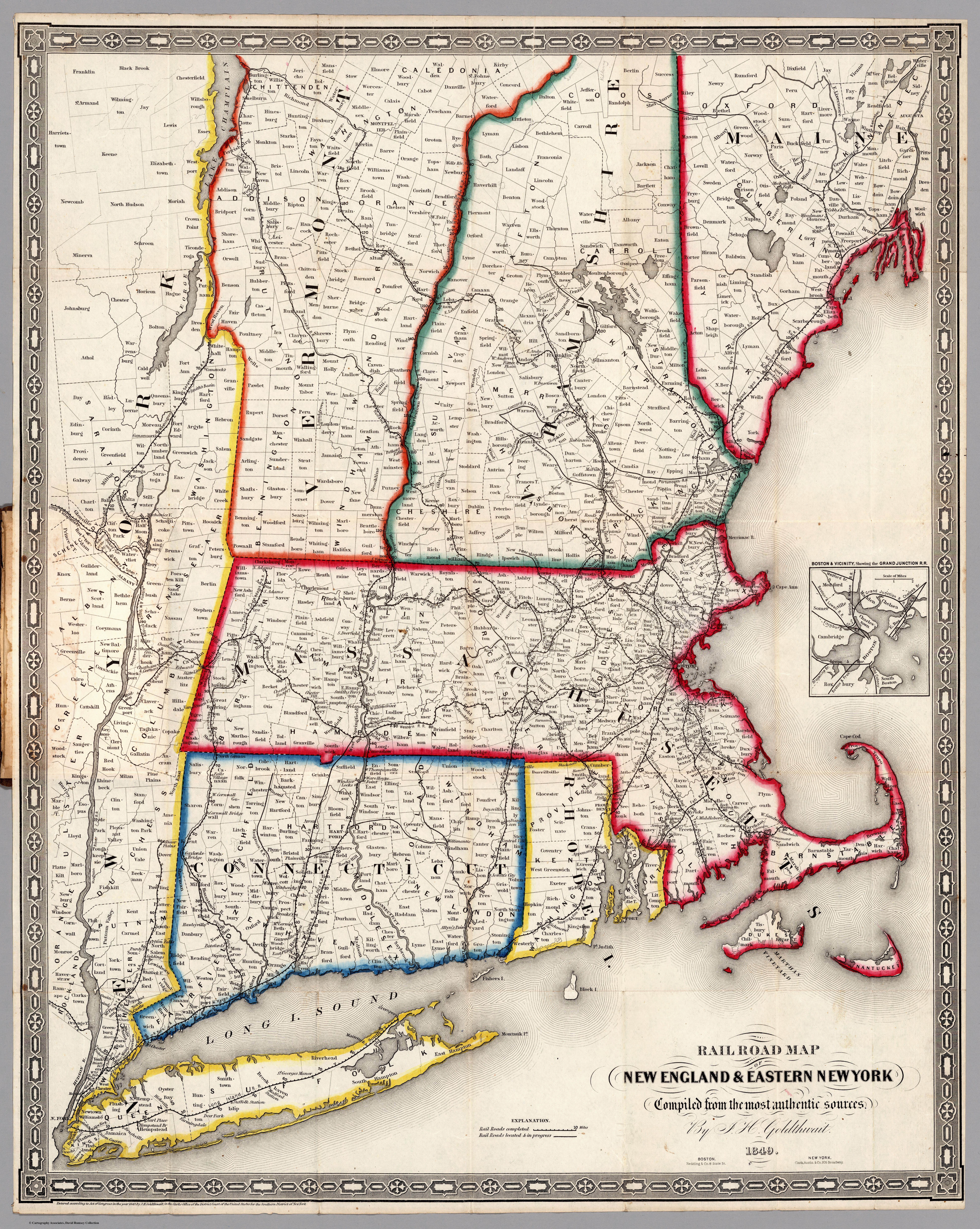
1849年新英格兰的铁路地图，点击可放大

康涅狄格州新伦敦和罗德岛州普罗维登斯的风向先是东南，之后又转至南，再又转西，说明风暴中心很可能到达了康涅狄格州某地上空。气旋对长岛海湾的航运构成不利影响，新英格兰大部分地区降下暴雨:98。其中特兰伯尔堡记录下113毫米，普罗维登斯也有64毫米，骤雨引起山洪爆发，但具体破坏程度仍不得而知。

### 9月上旬
1850年对美国东岸构成影响并且存在大量记载的第三场、也是最后一场飓风总体保持在海上，但还是于9月7至8日对许多船只和多个沿海城市构成影响。大西洋城以东约230公里洋面的一艘船于9月7日晚进入飓风中心后记录下988毫巴（百帕，29.18英寸汞柱）的气压。特拉华州近海的许多船只受到严重影响。纽约市有一些树枝被阵风折断，而纽华克则在飓风掠过期间收获了66毫米降水。风暴可能继续向东北方向前进，在马萨诸塞州南塔克特以南海域经过。当地起初有烈风强度大风从东南方向吹来，之后又在9月8日中午转为北风。鳕鱼角也经历了类似的大风并伴有暴雨，不过新英格兰东部所受损失总体上微不足道。罗德岛州普罗维登斯的降雨量约为51毫米。:98-99
这场风暴之后影响了加拿大海洋省份，新斯科舍受到重大破坏。由于电报线路中断，该地区的损失报告一直到修复工作完成时才得以发布:98-99。根据哈利法克斯发出的一份电报，这一气旋“无疑给沿海地区造成了沉重的生命和财产损失”。

### 其它风暴
6月27日，一股强烈的急风席卷了德克萨斯州东南部的整个马塔哥达湾（Matagorda Bay），狂风扯断了一艘船的锚并将船刮至搁浅，还有另外至少一艘船受到结构性破坏。这场风暴记录在美国天气预报中心出版的《德克萨斯州飓风史》（Texas Hurricane History）上，但对其性质仍然所知甚少。
航运数据表明，佛得角附近洋面在9月2日形成了一场飓风，并在接下来一星期的时间里北上进入东北大西洋。安德烈斯·波伊将此系统列为两个气旋，之后经迈克尔·切诺维斯（Michael Chenoweth）确认其实是一场风暴。:67
据信，大西洋中部在10月中旬还曾有过1850年的最后一场飓风存在，这场风暴一共存在了4天时间，其移动路径大概是从北纬24.5度，西经47度行进至北纬25.5度，西经41度:67。

## 解释说明
1. ↑  风暴潮指平均潮汐高度和风暴产生潮汐高度之间的差距[1]。
2. ↑  大型飓风指最大持续风速达到每小时至少179公里的热带气旋，在萨菲尔-辛普森飓风等级中可以达到三级或以上[1]。